# Ernst Stromer
Ernst Freiherr Stromer von Reichenbach (1870. június 12. –  1952. december 18.) német őslénykutató.
Leírást készített az Egyiptomban talált kréta időszaki dinoszauruszok közé tartozó Aegyptosaurusról, Bahariasaurusról, Carcharodontosaurusról, és a legnagyobb ismert theropodáról, a Spinosaurus aegyptiacusról, valamint a Stomatosuchus nevű óriás krokodilról.

## Magánélet
Ernst Stromer a német arisztokrácia tagja volt (a nevében található „Freiherr” a báró címet jelzi); édesapja szülővárosa Nürnberg polgármestere volt, ősei közé pedig ügyvédek, udvaroncok, tudósok, építészek és különféle vezetők tartoztak.
Ernst Stromer 1920-ban megnősült, házasságából három gyermeke született, akik a német hadsereg katonáivá váltak. Közülük ketten meghaltak a második világháborúban, a harmadik pedig szovjet fogságba esett. Bár többen is halottnak hitték, 1950-ben visszatért Németországba.

## Egyiptomi expedíció

### Megérkezés
1910. november 7-én Stromer a Norddeutscher Lloyd Cleopatra nevű gőzhajója fedélzetén egy őslénytani expedícióra érkezett az egyiptomi Alexandriába. Két nappal később még mindig a hajón tartózkodott, mivel azt karantén alá helyezték, miután egy orvos megállapította, hogy az egyik harmadosztályon levő utast kolerának tűnő betegség fertőzte meg.
November 9-én, szerdán az orvos bejelentette, hogy az utasok távozhatnak, Stromer pedig társaival egy hotelben töltötte az éjszakát, majd másnap vonattal megérkezett Kairóba.
A kairói szállodába való bejelentkezést követően Stromer a postán egy levelet kapott, amiben az Egyiptomi Geológiai Szolgálat (Geological Survey of Egypt) igazgatója üdvözölte. Stromer, aki törődött a formalitásokkal, aznap délután második teendőjeként udvariasságból és az expedíció megtervezése céljából látogatást tett az ismert német egyiptológus, George Steindorff irodájában.
November 14-én Stromer találkozott John Ballal, az Egyiptomi Geológiai Szolgálat Sivatagi Részlegének (Desert Survey Department of the Geological Survey of Egypt) alapítójával. Ugyanebben az évben a Szolgálat megjelentette Egyiptom első topográfiai térképét, és befejezett egy geológiai térképet, ami 1911-ben jelent meg. Mindkét forrás felbecsülhetetlen értékű volt Stromer számára, aki ekkor a Nyugati-sivatag alig ismert részére, a Baharijja területére induló expedícióját tervezte.
November 15-én Stromer már aggódott. Valaki hiányzott; az európai származású Richard Markgraf, aki beleszeretett a Nyugati-sivatagba, és ott telepedett le. Markgraf egy Kairótól délre fekvő, Sinnuris nevű kis faluban élt. Arról nincs feljegyzés, hogy Markgraf hogyan keltette fel Stromer figyelmét.
Markgraf és Stromer 1901–1902 telén találkozott, és elég jól kijöttek egymással. Markgraf Stromer fosszíliagyűjtője volt tíz és fél éven át, és a barátjává is vált. Markgraf azonban gyakran betegeskedett. Nem tisztázott, hogy maláriában, tífusz miatti belső vérzésben, vagy akut amőbás vérhasban szenvedett.
Azon a reggelen Stromernek nagy szüksége volt Markgraf segítségére az expedíció megtervezéséhez. Ő viszont nem került elő, és nem sikerült felvenni vele a kapcsolatot sem. Stromer aggódása azonban elenyészett abban a pillanatban, amikor belépett a hotelszobájába; egy széken ott ült Richard Markgraf.
Az expedíció terve három részből állt; az elsőben Stromer és Markgraf Kairótól északnyugatra indult el, a Wadi el Natrun felé. A terület néhány hetes felfedezése után vissza kellett térniük Kairóba, hogy feltöltsék készleteiket, majd útnak induljanak délre, Luxor irányába, hogy felfedezzék a Nílus völgyének keleti lejtőjét.
A sivatagba való belépésre nem volt könnyű engedélyt szerezni. 1910-ben Németország és az Egyesült Királyság viszonya feszült volt, és mindkét ország világszerte óvakodva figyelte a másik tevékenykedését. Azonban Stromer végül megkapta az engedélyt.

### Az expedíció kezdete
Stromer és Markgraf vonattal Kairóból Gízába ment, ahol csatlakoztak tevés vezetőjükhöz, Oraanhoz. November 19-én reggel 9:40-kor elkezdték bejárni a gízai fennsíkot. Stromer korai észak-afrikai emlősök fosszíliáit kereste. Ebben az időben sokan Afrika helyett Európát tartották az emberiség őshazájának, Stromer viszont más véleményen volt.
Ezen az expedíción Stromer nem talált rá a korai emlősök maradványaira, de óriási felfedezést téve rábukkant valami egészen másra; Egyiptom dinoszauruszaira.
Stromer 1910-es naplóinak Wadi el Natrun mellett töltött napokról szóló részei egész nap tartó munkáról, több mérföldes gyaloglásról, hegyek megmászásáról és a völgybeli kibúvások kőzeteinek kifejtéséről számolnak be. Bár keményen és szinte fáradhatatlanul dolgozott, a Wadi el Natrunnál töltött hetek nagyrészt sikertelenül teltek. Számtalan cápafogra, ősi teknősök törött páncéldarabjaira, és a véletlen folytán egy prehisztorikus krokodil állcsontjára is rátalált, de az emlősök maradványai nem kerültek elő. Decemberben csalódottan tért vissza Kairóba.
Markgraf azonban azt az utasítást kapta, hogy folytassa a kutatást. Mikor Markgraf egy héttel, vagy valamivel később bemutatta egy apró majom koponyáját, Stromer el volt ragadtatva. A leletnek Markgraf tiszteletére a Libypithecus markgrafi nevet adta.
Decemberben, az expedíció második fázisában a Nílus felső folyásának távoli részére mentek. Ott sem volt több szerencséjük, mint amennyi Wade el Natrunnál.
A bajokat tetézve Markgraf ismét megbetegedett, és képtelen volt Stromerrel tartani az expedíció harmadik, legfontosabb részén, melynek célpontja a Baharijja-oázis volt. Stromer keveset tudott arabul, és teljesen ismeretlenek voltak számára Egyiptom Nyugati-sivatagának távoli területei. Hirtelen elveszettnek és elhagyottnak érezte magát, expedíciója pedig veszélybe került. Stromer végül talált egy dragománt, aki a vezetője és a tolmácsa lett, így a helyzet könnyebbé vált.
A Nyugati-sivatag felfedezéséhez szükséges engedélyt nem volt könnyű megszerezni.
Stromer 1911. január 4-én csapata maradékával felszállt egy vonatra, és elindult a Nyugati-sivatag felé. A vonat útja a Baharijja-oázis déli határánál ért véget. Az éjszakát egyetlen vászon borította sátorban töltötték, ahol elfogyasztották egyszerű, csirkéből és rizsből álló ételüket. Másnap délben már mélyen a sivatagban jártak, és még mielőtt az expedíció véget ért volna, elérték a Baharijja-oázist.
A karaván haladása jelentősen lelassult, amikor a sivatagban ritkaságnak számító legelőket kellett keresnie a tevék számára, ugyanis a csapat egyik tagja spórolt az állatok élelmének megvásárlásakor. Stromer dühöngött, de nem tehetett semmit.
A napfény olyan erősen verődött vissza a fehér sziklákról, hogy Stromernek gyakran napszemüveget kellett viselnie, a levegő pedig olyan hideg volt a tél közepén, hogy a tevék melegen tartása érdekében járás helyett gyakran inkább vágtáztak.
Végül több, mint egy hét menetelés után 1911. január 11-én elérték céljukat. Stromer úgy gondolta, hogy a völgy kőzetei az eocén korából származnak, és emlősök csontvázait tartalmazzák, mivel kora sok tudósához hasonlóan azt hitte, hogy az eocén csak néhány millió évvel korábban volt, a kréta pedig csak egy pár millió évvel azelőtt ért véget. Azonban több tíz millió évvel elszámította magát; Ernst Stromer egyenesen besétált a dinoszauruszok korába.

### Felfedezések
Az expedíciós csapat ezalatt egy Mandisha nevű kis faluban élt. Stromernek az érkezése utáni napon félre kellett tennie felfedezési terveit a rosszra fordult időjárás miatt, ami többek között esővel akadályozta a mozgást. A felfedezési terv végrehajtását két nappal későbbre halasztotta, de éjfél körül egy óriási homokvihar csapott le Mandishára, melynek dühöngése még másnap is tartott, mindenkit arra kényszerítve, hogy a sátrában maradjon.
Végül január 14-én az időjárás nyugodtabbá vált, így megkezdődhetett az expedíció. Az első napon Stromer alig talált többet fosszilizálódott cápa csigolyáknál, halfogaknál és megkövesedett fadaraboknál, de lelkesedése határtalan volt, január 18-án pedig a türelme végre kifizetődött, mikor el Diest déli oldalán járva hirtelen rábukkant „három nagy csontra, melyeket megpróbáltam kiásni és lefényképezni. A felső vége nagyon szétmállott és hiányos, [de] 110 centiméter hosszú és 15 centiméter vastag. A második és jobb állapotú alsó darab valószínűleg egy combcsont, és egészben 95 centiméter hosszú, középen pedig 15 centiméter vastag. A harmadik túl mélyen van a talajban és túl sok időbe telne kinyerni.” Aznap reggel felfedezett egy ülőcsontot (egy dinoszaurusz egyik csípőcsontját). egy másik „konvex végű” csigolyát és valamit, amit „óriási karomként” írt le. Szétvágta moszkitóhálóját és beáztatta a leleteket lisztből és vízből készített csirizbe, bevonva a két nagyobb csontot ezzel a csomagolással.
A hatalmas siker ellenére másnap mégis átköltöztette az egész csapatot a közeli Gebel Hammad területre. Ott több dinoszaurusz, hal és cápa csontjait találták meg, de később, miután még több került elő összecsomagoltak, két nappal később pedig távoztak, ezúttal egy Ghauraq nevű falu irányába.
1911. február 18-án Stromer megkezdte hosszú hazaútját Németországba.  A következő néhány évben egy sor meglepő és egyedi, a Baharijja-oázisból származó dinoszaurusz leletet jelentett be, melyek kora egyik legismertebb őslénykutatójává tették; a hírnév azonban nehezen megfogható; inkább arról ismeretes, amit elveszített, mint arról, amit megtalált.

## Stromer gyűjteményének pusztulása
1944-ben a második világháború vége felé Stromer teljes fosszília gyűjteménye, beleértve a Spinosaurus és a Aegyptosaurus egyetlen ismert, bár hiányos csontvázait is megsemmisült, mikor a tárolására szolgáló müncheni múzeumot a Brit Királyi Légierő lebombázta.

## Fordítás
- Ez a szócikk részben vagy egészben az Ernst Stromer című angol Wikipédia-szócikk ezen változatának fordításán alapul.  Az eredeti cikk szerkesztőit annak laptörténete sorolja fel. Ez a jelzés csupán a megfogalmazás eredetét és a szerzői jogokat jelzi, nem szolgál a cikkben szereplő információk forrásmegjelöléseként.